# Nairana-Nationalpark
Der Nairana-Nationalpark (englisch Nairana National Park) ist ein 95,2 Quadratkilometer großer Nationalpark in Queensland, Australien. Im Süden und Westen grenzen weitere 98,8 Quadratkilometer Schutzgebiet an, die sich momentan in der Erholungsphase von Rodung und landwirtschaftlicher Nutzung befinden (englisch: Recovery).

## Lage
Er liegt in der Region Mackay etwa 900 Kilometer westlich von Brisbane und 245 Kilometer westlich von Mackay. Die nächstgelegene Stadt ist Charters Towers, von hier erreicht man den Park über die Gregory Developmental Road Richtung Süden. Nach 180 Kilometern, kurz nach dem Abzweig der Bowen Developmental Road nach Mount Coolon, verläuft der Highway auf 20 Kilometern durch den Nationalpark. Im Park selbst gibt es keine Besuchereinrichtungen. Der Belyando River bildet die Westgrenze des Parks.
In der Nachbarschaft liegen die Nationalparks Blackwood, Mazeppa und Epping-Forest.

## Flora und Fauna
Der Park schützt die Pflanzen und Tiere der Bioregion Brigalow Belt North. 87 Prozent dieses Ökosystems wurden in den vergangenen 70 Jahren gerodet, um die Flächen landwirtschaftlich, vor allem zur Viehzucht, zu nutzen. Besonders das als Viehfutter eingeführte Büffelgras (Cenchrus ciliaris) und Parthenium entwickeln sich zur Gefahr für die heimische Tier- und Pflanzenwelt. Ursprünglich bestand die Vegetation aus Blackwood (Acacia melanoxylon) und Gidgee (Acacia cambadgei), mit einem Unterbau aus Brigalow (Acacia harpophylla). Einige der letzten verbliebenen Gebiete werden im Nairana-Nationalpark geschützt und bieten so zahlreichen Tieren ein Rückzugsgebiet, darunter dem gefährdeten Milanweih (Lophoictinia isura), der Koromandelzwergente (Nettapus coromandelianus), dem Riesenstorch (Ephippiorhynchus asiaticus) und der Buchstabentaube (Geophaps scripta).